# Halterofilia en los Juegos Mediterráneos de 2009
La competición de halterofilia en los Juegos Mediterráneos de 2009 se realizó en el pabellón Palasport Rigopiano de la ciudad de Pescara (Italia) entre el 26 y el 30 de junio de 2009.

## Resultados

### Masculino
| Evento              | Oro                               | Plata                            | Bronce                             |
| ------------------- | --------------------------------- | -------------------------------- | ---------------------------------- |
| -56 kg (A) (26.06)  | Khalil El Maoui Túnez 121         | Sedat Artuç Turquía 115          | Gökhan Kılıç Turquía 111           |
| -56 kg (DT) (26.06) | Khalil El Maoui Túnez 145         | Vito Dellino · Italia · 140      | Ramo Mustafa Siria 138             |
| 62 kg (A) (26.06)   | Erol Bilgin Turquía 138           | Dimitris Minasidis Chipre 133    | Iván García Rueda · España · 115   |
| 62 kg (DT) (26.06)  | Erol Bilgin Turquía 155           | Dimitris Minasidis Chipre 155    | Massimiliano Rubino · Italia · 137 |
| 69 kg (A) (27.06)   | Vencelas Dabaya Francia 150       | Briken Calja · Albania · 142     | Mohamed Abdelbaki · Egipto · 138   |
| 69 kg (DT) (27.06)  | Vencelas Dabaya Francia 186       | Mohamed Abdelbaki · Egipto · 170 | Manuel Darío Martín · España · 163 |
| 77 kg (A) (28.06)   | Erkand Qerimaj · Albania · 156    | Tarek Abdelazim · Egipto · 155   | Semih Yağcı Turquía 154            |
| 77 kg (DT) (28.06)  | Ibrahim Abdelbaki · Egipto · 193  | Erkand Qerimaj · Albania · 193   | Tarek Abdelazim · Egipto · 188     |
| 85 kg (A) (29.06)   | Izzet Ince Turquía 167            | Ervis Tabaku · Albania · 166     | Mohamed Eshtiwi Libia 161          |
| 85 kg (DT) (29.06)  | Benjamin Hennequin Francia 196    | Elsayed Hasona · Egipto · 195    | Mohamed Eshtiwi Libia 190          |
| 94 kg (A) (30.06)   | Nikolaos Kourtidis · Grecia · 177 | Gaber Mohamed · Egipto · 166     | David Hercule Matam Francia 165    |
| 94 kg (DT) (30.06)  | Nikolaos Kourtidis · Grecia · 215 | David Hercule Matam Francia 201  | Gaber Mohamed · Egipto · 200       |
| 105 kg (A) (30.06)  | Joughil Ahed Siria 171            | Bünyamin Sudaş Turquía 170       | Grigor Satsian · Grecia · 164      |
| 105 kg (DT) (.06)   | Joughil Ahed Siria 215            | Bünyamin Sudaş Turquía 212       | Ahmed Mohamed · Egipto · 195       |

- (A) – arranque (kg)
- (DT) – dos tiempos (kg)

### Femenino
| Evento             | Oro                         | Plata                           | Bronce                             |
| ------------------ | --------------------------- | ------------------------------- | ---------------------------------- |
| 53 kg (A) (27.06)  | Nurcan Taylan Turquía 90 kg | Soumaya Fatnassi Túnez 84 kg    | Donia Abdelrahman · Egipto · 80 kg |
| 53 kg (DT) (27.06) | Nurcan Taylan Turquía 112   | Soumaya Fatnassi Túnez 103      | Emine Bilgin Turquía 102           |
| 58 kg (A) (27.06)  | Romela Begaj · Albania · 95 | Konstantina Lapou · Grecia · 92 | Aylin Daşdelen Turquía 87          |
| 58 kg (DT) (27.06) | Aylin Daşdelen Turquía 110  | Romela Begaj · Albania · 110    | Agnes Chiquet Francia 106          |
| 63 kg (A) (28.06)  | Esmat Ahmed · Egipto · 103  | Sibel Şimşek Turquía 97         | Muslime Meral-Sunar Francia 92     |
| 63 kg (DT) (28.06) | Esmat Ahmed · Egipto · 125  | Sibel Şimşek Turquía 121        | Muslime Meral-Sunar Francia 110    |
| 69 kg (A) (29.06)  | Abir Khalil · Egipto · 106  | Hanene Ouerfelli Túnez 88       | Fatma Abdelsayed · Egipto · 84     |
| 69 kg (DT) (29.06) | Abir Khalil · Egipto · 121  | Hanene Ouerfelli Túnez 103      | Fatma Abdelsayed · Egipto · 97     |

- (A) – arranque (kg)
- (DT) – dos tiempos (kg)

## Medallero
| Núm. | País    | Oro | Plata | Bronce | Total |
| ---- | ------- | --- | ----- | ------ | ----- |
| 1    | Turquía | 6   | 5     | 4      | 15    |
| 2    | Egipto  | 5   | 4     | 7      | 16    |
| 3    | Francia | 3   | 1     | 4      | 8     |
| 4    | Albania | 2   | 4     | 0      | 6     |
| 4    | Túnez   | 2   | 4     | 0      | 6     |
| 6    | Grecia  | 2   | 1     | 1      | 4     |
| 7    | Siria   | 2   | 0     | 1      | 3     |
| 8    | Chipre  | 0   | 2     | 0      | 2     |
| 9    | Italia  | 0   | 1     | 1      | 2     |
| 10   | España  | 0   | 0     | 2      | 2     |
| 10   | Libia   | 0   | 0     | 2      | 2     |
|      | TOTAL   | 22  | 22    | 22     | 66    |

- Datos: Q1640613
- Multimedia: Weightlifting at the 2009 Mediterranean Games / Q1640613